# نيكول بولتون
نيكول بولتون (17 يناير 1989 ببرث في أستراليا - ) (بالإنجليزية: Nicole Bolton)‏ هي لاعبة كريكت أسترالية. شاركت مع منتخب أستراليا الوطني للكريكت.

## وصلات خارجية
- نيكول بولتون على موقع إي آس بي آن كريك إنفو (الإنجليزية)